# Теодор Тирон
Свети Теодор Тирон (ум. 17. фебруара 306) је хришћански светитељ и великомученик. Овај светитељ је први светац-заштитник града Венеције.

## Биографија
Као регрут ступио је у војску, у пук Мармаритски, у граду Амасији (данашња Турска), када је отпочело гоњење хришћана под царевима Максимијаном и Максимином. У граду Ираклији постао је војвода, познат по исповедању хришћанске вере које је сведочио строгим побожним животом. Због свег уважавања у народу које је стекао замерио се цару Лицинију. Пошто Теодор Тирон није крио да је и он хришћанин, по наредби царевој осуђен је и затворен у тамницу. Тамница је затворена и запечаћена јер је судија желео да остави Теодора да умре од глади. У хришћанској традицији помиње се да му се у тамници му се јави Исус Христос и охрабрио га говорећи: "Не бој се Теодоре, ја сам са тобом. Не узимај више земаљске хране и пића, јер ћеш бити у другом животу, вечном и непролазном, са мном на небесима." Такође хришћани верују да се у том часу јавило мноштво анђела у тамници и да се цела тамница осветлила, а да су стражари видели анђеле обучене у бело и да су се врло уплашили. 
После тога је свети Теодор изведен из тамнице, мучен и на смрт осуђен. Бачен је у ватру. Убијен је по заповести Лицинијевој 306. године.
Али свето тело није могло изгорети у огњу. Једна побожна жена Евсевија је његове мошти измолила од Публија Игемона и однела у свој град Ивхаистски. Ту је светитељ сахрањен, а над гробом подигнута црква, њему у спомен. Много векова касније мошти Св. Теодора Тирона пренете су у Влашку, па одатле у Срем. Његове мошти се од почетка 16. века налазе у манастиру Ново Хопово на Фрушкој гори.
Српска православна црква слави га 17. фебруара по црквеном, а 2. марта по грегоријанском календару, док га римокатоличка црква слави 9. новембра.
Православна црква прославља светог мученика Теодора Комоговинског заједно са светим Теодором Тироном, на дан који се назива Теодорова субота, оносно, прва субота у Васкршњем посту.

## Галерија
- Његов гроб у Венецији.
- Теодор Тирон
- Мошти у манастиру Ново Хопово
- Христофор Жефаровић - Св. Теодор Стратилот и Св. Теодор Тирон, 1741.
- Свети Теодор Тирон у цркви Св. пророка Јеремије, Милошево (савремена црквена иконографија)